# Candy Candy
Pour les articles homonymes, voir Candy.
Cet article concerne la série. Pour la chanson de Kyary Pamyu Pamyu, voir Candy Candy (chanson).
 (mars 2013).
Si vous disposez d'ouvrages ou d'articles de référence ou si vous connaissez des sites web de qualité traitant du thème abordé ici, merci de compléter l'article en donnant les références utiles à sa vérifiabilité et en les liant à la section « Notes et références ».
Candy Candy (キャンディ・キャンディ, Kyandi Kyandi) est un manga créé par Yumiko Igarashi et Kyoko Mizuki ayant pour héroïne Candice White Ardley (キャンディス・ホワイト・アードレー). Il est prépublié entre 1975 et 1979 et compte un total de neuf volumes. Il est adapté par Toei Animation en série télévisée d’animation diffusée entre 1976 et 1979 et comprenant 115 épisodes de 26 minutes.
En France, Candy Candy est surtout connu grâce à la série d’animation, diffusée sous le titre Candy. C'est Jacqueline Joubert, à la tête de l'unité jeunesse d'Antenne 2, qui décide de la programmer à partir du 18 septembre 1978 sur Antenne 2 dans sa toute récente émission Récré A2.
Depuis, la série a été rediffusée sur de nombreuses chaînes. Sous une forme papier, l’histoire a été partiellement déclinée par le magazine Télé Guide dès 1977 en bande dessinée avant que le manga original ne soit finalement publié en mars 1993 par les Presses de la Cité. Au Canada , elle a été diffusée à partir du 23 septembre 1978 à la Télévision de Radio-Canada.
Le manga a remporté le Prix du manga Kōdansha en 1977 dans la catégorie « Shōjo », à égalité avec Marc et Marie (はいからさんが通る, Haikara-san ga tōru) de Waki Yamato.
La diffusion ainsi que le développement du manga et de l'animé sont bloqués depuis de nombreuses années par les conflits sur les droits d'auteur générés par Yumiko Igarashi qui refuse de reconnaître les droits de ses scénaristes sur les œuvres qu'elle a dessinées.

## Histoire

### Synopsis
L’histoire commence tout à la fin du XIXe siècle, à La Porte, dans l’Indiana, dans un orphelinat situé non loin du lac Michigan. L’établissement est tenu par une vieille demoiselle, Mademoiselle Pony (Miss Pony), et une jeune religieuse, Sœur Maria (Sister Lane dans la version originale). Deux toutes petites filles abandonnées sont découvertes à la porte de l'orphelinat, dans un panier, un jour de neige (au printemps dans le manga) ; d'où le nom qui est donné à l'une d'entre elles : Candy Neige version française (Candy White en anglais version originale Japonaise par l'auteur de l'histoire Keiko Nagita). Candy est blonde, Annie a les cheveux foncés (elle est blonde dans le manga). Les deux enfants grandissent ensemble et deviennent inséparables.
Les années passent et Annie, une fille timide et réservée tout autant que Candy est espiègle et exubérante, est adoptée par la famille Brighton. Mais ses parents adoptifs ne voulant pas qu’on sache que leur fille vient d’un orphelinat, Annie envoie donc une lettre d’adieu à Candy (version anime). Cette dernière, qui n'a toujours pas été adoptée, se retrouve à pleurer sous l’arbre d’une colline surplombant la Maison de Pony. C'est là que, jouant de la cornemuse et arborant un costume écossais, lui apparaît celui qu’elle surnommera « le prince de la colline ». Il disparait aussi vite qu'il est apparu, laissant tomber dans sa fuite un médaillon gravé du blason d'une riche famille, les André, et que Candy conservera précieusement. Elle a six ans (dans le manga, et douze dans l'anime).
Peu de temps après, Candy est engagée comme jeune fille de compagnie chez les  Lagan (Legrand), une riche famille de la région. Mais Candy devient rapidement le souffre-douleur des enfants Elisa et Daniel. C'est là qu'elle fera la connaissance de son premier amour, Anthony, qui vit dans la magnifique propriété de Lakewood, appartenant à une famille richissime, les André, dans laquelle vivent aussi deux jeunes cousins : Archibald et Alistair. Anthony ressemble étrangement au prince de son enfance et Candy croit au début que c'est la même personne, bien que six ans la séparent de sa rencontre avec le prince (version manga). Très vite, les deux adolescents tombent très amoureux.
Candy fait aussi la connaissance de monsieur Albert, un vagabond qui vit dans la forêt avec les animaux. Il se prend d'affection pour Candy et il lui porte régulièrement secours. 
De son côté, Elisa, amoureuse elle aussi d'Anthony et folle de jalousie, s'arrange pour piéger Candy et la faire accuser de vol. Cette dernière est chassée de la famille Legrand et envoyée dans une de leurs fermes, au Mexique. En chemin, elle est enlevée par un inconnu qui la ramène à Lakewood auprès d'Anthony et de ses cousins. Là, elle apprend qu'elle est adoptée par le grand-oncle William, le chef de famille des  Ardlay (André.)
Ce bonheur est de courte durée car Anthony meurt d'un accident de cheval lors de la chasse au renard organisée pour célébrer l'adoption de Candy. Terrassée par le chagrin, Candy retourne à la maison Pony. Au bout de quelques mois, le grand-oncle William l'envoie dans un collège en Angleterre pour parfaire son éducation. Elle y retrouvera ses cousins, mais aussi Annie avec laquelle elle redeviendra amie, mais surtout Terrence G. Grandchester, un jeune aristocrate, grand amateur de Shakespeare, qui sous ses airs arrogants et rebelles, cache un être sensible et à fleur de peau. Il est le fils illégitime d'un Duc et sa mère est une célèbre comédienne américaine qui le délaisse. Peu à peu, ces deux adolescents en souffrance se rapprochent et tombent follement amoureux l'un de l'autre. Mais Elisa, encore une fois, jalouse de cet amour, les piège et parvient à faire renvoyer Candy du collège. Inquiet de l'avenir réservé à Candy, Terry se sacrifie et quitte le collège à sa place. Candy s'enfuit à son tour à la poursuite de Terry, parti sur un bateau en direction de l'Amérique où il compte devenir comédien, comme sa mère.
Candy retourne à son tour aux États-Unis, en voyageant clandestinement. Quand elle arrive à la maison Pony, elle manque Terry de peu, venu découvrir de ses propres yeux ce lieu dont elle lui avait tant parlé.
Toujours dévouée aux autres, Candy a trouvé sa voie et décide de devenir infirmière. Elle part à Chicago. Un soir, Terry, devenu membre de la compagnie Startford, vient jouer en ville. Mais de nombreux obstacles s'opposent à leurs retrouvailles. Ils parviennent à s'entrevoir néanmoins et commencent à s'écrire. Au même moment, elle retrouve Albert, blessé et amnésique. L'hôpital le prenant pour un brigand, ne veut plus le garder et Candy décide de louer une maison dans laquelle elle habitera avec Albert,son ami et confident. Peu de temps après, Candy reçoit une invitation de Terry pour assister à la première de Roméo et Juliette à New-York. Malheureusement,  Susana (Suzanna), une jeune comédienne folle amoureuse de Terry, perd une jambe en voulant sauver ce dernier de la chute d'un projecteur. Comprenant que sa carrière est fichue et, refusant égoïstement de le perdre, elle exige qu'il prenne soin d'elle. Candy découvre tragiquement la situation et décide de s'effacer afin que Terry puisse s'occuper de  Susana (Suzanna). Les deux jeunes gens, fous de douleur, se séparent en larmes tout en se promettant d'essayer d'être heureux. Candy, soutenue par Albert et ses amis, se lance à corps perdu dans son travail, tandis que Terry sombre dans l'alcool et quitte la troupe de théâtre. Candy, à la recherche d'Albert qui a disparu, rencontre Terry dans la ville de Roschtown (version manga) dans un théâtre itinérant. Terry, qui a la vue brouillée, pense que Candy est une hallucination.  Candy ne parle pas à Terry dans cette scène mais lui souhaite au fond du cœur de se ressaisir puis continue sa recherche d'Albert. Dans l'anime, Terry observe de loin le travail de Candy dans une clinique et décide de suivre son exemple et de rejoindre sa troupe. Un soir, Candy sauve Neil (Daniel) des mains de voyous. Ce dernier s'amourache d'elle. Il lui tend un piège en lui faisant croire que Terry lui a donné rendez-vous en dehors de la ville. Candy se rend au rendez-vous et, découvrant que Terry n'est autre que Neil (Daniel), elle le repousse violemment et s'enfuit.  Neil (Daniel) parvient à convaincre sa famille de le laisser épouser Candy. Horrifiée, Candy demande à rencontrer son protecteur et père adoptif, le grand-oncle William. Son homme de main, Georges, la conduit auprès de lui et Candy découvre que le grand-oncle William n'est autre qu'Albert, celui qui a toujours été à ses côtés. Ce dernier, ayant retrouvé la mémoire grâce aux bons soins de Candy, lui explique que c'est lui qui a décidé de l'adopter puis de l'envoyer en Angleterre pour que l'éloignement adoucisse son chagrin. Candy comprend qu'il est son père adoptif mais aussi le prince de la colline qu'elle avait rencontré petite fille. 
Le manga et l'anime s'achèvent sur cette fin ouverte avec Candy, surprise de découvrir qu'Albert est le Prince de la Colline. Mais le roman, "Candy Candy, Final Story", écrit par l'auteure du manga Keiko Nagita, publié au Japon en 2010 et traduit en français en 2019 par Pika Edition, https://www.pika.fr/livre/candy-le-prince-sur-la-colline-9782376320258 apporte quelques révélations sur le devenir de Candy, notamment que : Terry n'a jamais épousé  Susana  (Suzanna), bien qu'ils aient vécu ensemble pendant plusieurs années avant sa mort. Après un an et demi de deuil, il écrit à Candy pour lui dire que ses sentiments pour elle n'ont pas changé. L'auteure décrit ensuite une Candy mariée, dans sa trentaine, vivant au Royaume-Uni, dans une ville traversée par la rivière Avon (en référence à Startford-Upon-Avon, la ville de Shakespeare), dans une maison entourée de jonquilles en fleurs (la fleur qui symbolise Terry), en compagnie de l'homme qu'elle aime... 

### Chronologie
Cette chronologie se base essentiellement sur le manga.
1898: naissance de Candy, Annie. Cette même année, Candy et Annie sont trouvées aux portes de la maison de Pony (au printemps dans le manga, en hiver dans l’animé).
Mai 1904 (Candy a 6 ans) adoption d’Annie par les Brigthon, elle part vivre à Chicago.
Automne 1904 (manga) et 1908 (dessin animé): Candy rencontre son « prince de la colline ».
Printemps 1910: Candy va travailler chez les Lagan (Legrand) en tant que fille de compagnie. Pendant cette période, elle rencontrera Anthony (dont elle tombe éperdument amoureuse) ainsi que ses cousins Archibald et Alistair. Elle y retrouve Annie. Elle rencontre monsieur Albert qui la sauve de la noyade.
Été 1912: Candy est envoyée au Mexique et est adoptée par le grand Oncle William à la demande d'Anthony, d'Archibald et d'Alistair.
Automne 1912 : Anthony Brown meurt d'un accident de cheval. 
Hiver 1912: Effondrée par la mort d'Anthony, Candy retourne vivre à la maison Pony
Fin décembre 1912: Candy part au collège Saint-Paul à Londres ; La grande rencontre amoureuse avec Terrence Grandchester, Terry, au collège. Pendant cette période, elle rencontre Patricia. Terry devient ami avec monsieur Albert qui se trouve lui aussi à Londres, il travaille au zoo de Blue river. Elisa et Daniel sont aussi au collège.
Mai 1913: Festival de mai au collège saint Paul. Premier baiser entre Candy et Terry (en été dans le dessin animé). 
Eté 1913: vacances en Écosse avec ses cousins, Annie, Patricia et Terry. Albert part vivre en Afrique et coupe les ponts avec sa famille.
Septembre 1913: Elisa tend un piège à Candy et Terry. Candy est exclue du collège. Terry décide de prendre sa place et part à New York sans la prévenir. Elle tente de le rejoindre à temps, en vain.
Automne 1913: Candy est passagère clandestine pour rentrer aux États-Unis et retrouver Terry. Pendant son périple, elle rencontre la famille Carlson. À son arrivée aux États-Unis, elle retourne à la maison Pony où elle manque de peu Terry, venu voir l'orphelinat où elle avait grandi.
Printemps 1914: Elle commence ses études d’infirmière à l'école Marie-Jeanne.
Eté 1914 : Les prémisses de la Première Guerre mondiale se font sentir, ce qui entraîne le retour d'Archibald, Alistair, Annie, Eliza et Daniel (surnommé Neil par la suite) aux États-Unis.
Aout 1914: La guerre éclate en Europe. Candy part finir ses études d'infirmière à Chicago (spécialisation en chirurgie)
Septembre 1914: Des infirmières sont demandées au front, Candy hésite. Puis elle apprend que Terry est devenu acteur et qu'il sera de passage à Chicago pour une représentation du roi Lear. Alors qu'elle est de garde, elle décide de voir la pièce. Les deux amoureux essaieront de se voir toute la soirée, mais ce n'est que le lendemain qu'ils arrivent à s'apercevoir. Une correspondance entre les deux commence.
Octobre 1914: Albert arrive dans l'hôpital de Chicago où travaille Candy. Il est amnésique à la suite d'un attentat dans un train en Italie. Patty vient vivre à Chicago pour échapper à la guerre en Angleterre.
Décembre 1914: Albert ne peut plus rester à l'hôpital car il est guéri de ses blessures, mais comme il est toujours amnésique, Candy décide de vivre avec lui car il l'a sauvée de la noyade par le passé. Ils se présentent comme des frère et sœur pour louer un appartement. Candy est diplômée et travaille à l'hôpital Saint Joanna de Chicago. Albert trouve un travail de plongeur dans un restaurant.
Hiver 1915: Candy sauve Neil lors d'une bagarre. Il tombe alors amoureux d'elle. Alistair s'engage comme pilote volontaire dans l'armée française. Terry invite Candy à New York pour la première de Roméo et Juliette. Susana (Susanna), une actrice qui interprète le rôle de Juliette, très amoureuse de Terry, le sauve alors que des projecteurs s’apprêtent à tomber sur lui. Malheureusement, elle perd une jambe et doit arrêter sa carrière. Elle et sa mère imposent à Terry de s'occuper d'elle car elle a fait le sacrifice de sa jambe par amour.
Candy rejoint Terry à New York, découvre l'accident. Elle se rend précipitamment à l’hôpital où se trouve Susanna et la découvre sur le toit, sur le point de se suicider. Réalisant que la culpabilité empoisonnera éternellement leur relation, elle décide alors, la mort dans l'âme, de quitter Terry pour qu'il remplisse son devoir envers Susana (Susanna). Dans le train qui la ramène à Chicago, elle se prend à vouloir à son tour à mettre fin à sa vie tant elle est désespérée, puis s'évanouit. De retour chez elle, elle s'effondre dans les bras d'Albert et lui raconte, à travers ses sanglots, les raisons de sa rupture avec son bien-aimé. 
Albert a un accident de voiture. Il sera soigné dans la clinique Happy du docteur Martin. 
Terry, de son côté, ne se remettant pas de sa rupture d'avec Candy, quitte la troupe Stratford et sombre dans l'alcool.
Avril 1915: Neil découvre que Candy vit avec Albert. Jaloux, il répand la nouvelle au sein de l'hôpital où travaille Candy et elle perd son emploi. Il veut l'obliger à l'épouser.
Mai 1915: Candy travaille dans une petite clinique, la clinique Happy du Dr Martin. Albert retrouve la mémoire mais continue de vivre avec Candy. 
Juin 1915: Candy apprend par les journaux que Terry a disparu. Neil utilise cette angoisse en lui tendant un piège. Il envoie un homme chercher Candy avec le prétexte que Terry veut la voir, alors qu'il s'agit de Neil. Candy réussit à s'enfuir. Albert la retrouve et la console. 
Eté 1915: Albert, sous couvert de travailler dans un zoo, a en fait repris les rênes de la famille Ardlay (André).
Automne 1915: Les voisins de Candy et d'Albert, pensent qu'il est un gangster et demande à Candy de quitter les lieux. Alistair meurt à la guerre, son avion abattu par un allemand.
Hiver 1916: enterrement d'Alistair. Candy n'a pas eu l'autorisation d'aller à la mise en bière. Albert quitte l'appartement sans en parler à Candy. Dans le manga, il envoie un manteau à Candy d'une ville appelée Rockstown. Quand Candy s'y rend, elle ne trouve pas Albert mais Terry et réalise qu'Albert lui a envoyé ce colis de cette ville pour revoir Terry. Par sa présence, elle redonne espoir à Terry et il sortira de l'alcoolisme pour retourner à Broadway et reprendre sa carrière. Dans le dessin animé, c'est Albert qui redonne espoir à Terry après leur rencontre dans un bar de Chicago. Il lui propose de revoir Candy mais il refuse par crainte de la faire encore plus souffrir.
Printemps 1916: Alors que Candy décide de retourner vivre à la maison Pony, Neil fait organiser des fiançailles avec Candy contre sa volonté. Devant le désarroi de Candy, Georges, le bras droit du grand oncle William (le père adoptif de Candy), lui avoue où il se trouve. Candy part à sa rencontre et découvre qu'il s'agit en définitive de monsieur Albert. Celui-ci intervient ensuite lors des fiançailles forcées pour les annuler. Il se présente par la même occasion en tant que Grand Oncle William, celui qui a offert protection à Candy en l'adoptant et l'incluant ainsi au sein du clan Ardlay. 
Eté 1916: Candy quitte son travail à la clinique Happy et retourne vivre à la maison Pony. Elle y retrouve ses amis Annie, Archie et Patricia, venus lui rendre visite. Plus tard, sur la colline, alors qu'elle se remémore bien des souvenirs, elle aperçoit Albert qui lui dit la même phrase que le prince de son enfance et comprend que, non seulement il était l'oncle William, son père adoptif, Albert est aussi le prince de la colline. (La suite figure dans la partie consacrée au roman). Dans le dessin animé, un banquet a été dressé devant l'orphelinat et elle lève un toast à la vie devant tous ses amis. 

### Lieux
- Michigan, États-Unis : lieu de naissance de Candy (Candice), résidence des familles Lagan et Ardlay (Legrand et André).
- Nouveau-Mexique, États-Unis : voyage pour le Mexique.
- Londres, Royaume-Uni : collège Saint-Paul.
- Écosse, Royaume-Uni : cours d’été.
- Southampton, Royaume-Uni : départ vers les États-Unis.
- Chicago, Illinois, États-Unis : hôpital et école d’infirmières Marie-Jeanne et enfin le manoir des Ardlay (André).
- New York, États-Unis : première de Roméo et Juliette par la troupe Stratford.
- France : Base aérienne d’Alistair.

## Personnages

### Candy et son entourage

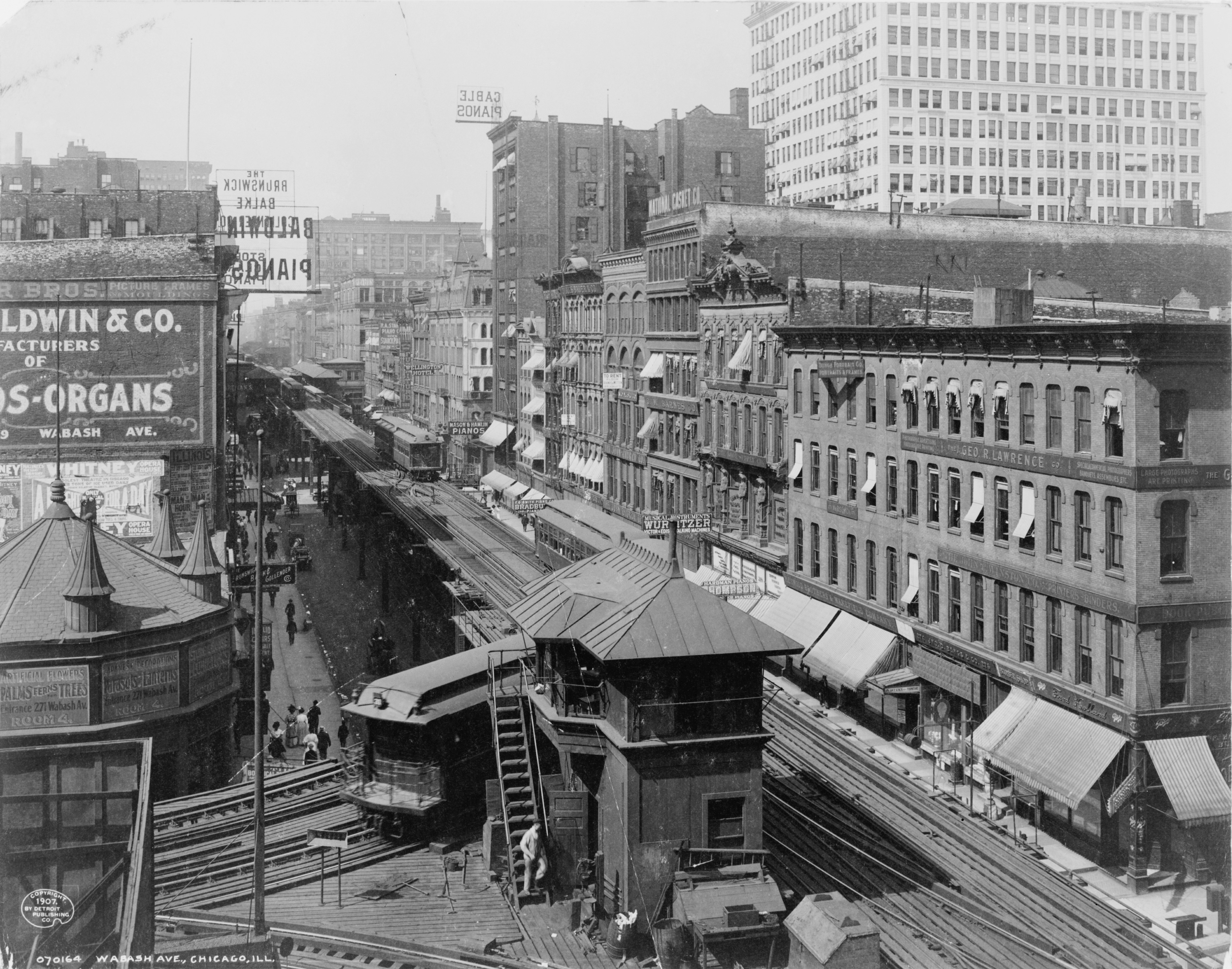
Une vue de Chicago au début du XX, où se passe une partie de l'histoire.

#### Candy Neige, André((キャンディス・ホワイト・アードレーKyandisu Howaito Ādorē?)
Candy a grandi dans l'orphelinat de la Maison de Pony. Elle a les cheveux bouclés, blonds. Souvent qualifiée de garçon manqué, elle grimpe aux arbres ou pratique le lasso. Engagée comme fille de compagnie par la famille Legrand, elle est martyrisée par les enfants de la maison, Neil et Eliza, avant d'être finalement adoptée à douze ans par le grand-oncle William. Entre-temps, elle fait la connaissance d'un autre parent des André – Anthony Brown – qu'elle confond tout d'abord avec le « prince de la colline » qu'elle avait rencontré à l’âge de 12 ans (six ans dans le manga, d'où la confusion dans l'anime). Ils sont attirés l'un par l'autre, mais lui meurt d’un accident de cheval durant une chasse au renard. Candy est alors envoyée en Angleterre.  Elle y rencontre Terrence Grandchester. Candy tombe amoureuse de Terry, mais la jalousie d'Elisa vient mettre fin à cette relation passionnée. Terry est obligé de partir pour les États-Unis. Candy, partie à sa recherche, revient à la Maison Pony. C'est là, en s'occupant des petits orphelins, qu'elle trouve sa voie et décide de devenir infirmière. Ses espoirs de vivre son amour avec Terrence (qu'elle a retrouvé après bien des péripéties) s'évanouissent alors qu'elle doit se sacrifier au profit de sa rivale Susana Marlow. Outre son renoncement à Terrence, elle doit souffrir la perte d’Alistair, mort à la guerre, mais finit par rencontrer le mystérieux grand-oncle William, qui n'est autre qu'Albert, de son vrai nom William Albert Ardlay (André), celui qui l'a adoptée, découvrant aussi par la même occasion qu'il est le "prince" de la colline.

#### Anthony Brown(アンソニー・ブラウン,Ansonī Buraun?)
Il est membre de la famille André par sa mère Rosemary sœur de Albert, décédée durant son enfance, ce qui fait de lui le cousin d'Alistair, d'Archibald, de Neil (Daniel) et d'Eliza. Il ressemble beaucoup au « prince de la colline » qu’avait rencontré Candy, mais il ne peut s’agir de lui, pour des questions d’âge, de la même personne entre la rencontre "du prince de la colline" et la rencontre de "Anthony "7 ans s'est écroulé. Dès sa rencontre avec Candy, Anthony se prend d'affection pour elle et la défend contre Neil (Daniel) et Elisa. Il est blond et ses yeux sont d'un bleu azur. Il a hérité de sa mère la passion de la culture des roses ; il aime également l'équitation. Son père (Vincent Brown) est marin et le voit peu. C'est pourquoi il a été élevé par la famille Ardlay (André) . Il fait une mauvaise chute de cheval lors de la chasse au renard organisée en l'honneur de l'adoption de Candy par l'oncle William, et il meurt tragiquement à l'âge de 14 ans. Lors des rediffusions françaises de la série animée, à la suite des plaintes des parents qui pensaient à tort qu'Anthony était le héros masculin du dessin animé (n'ayant pas vu les 115 épisodes) et que sa mort perturbait les enfants, la France a modifié le scénario et le doublage de sorte à faire croire qu'Anthony est devenu handicapé à la suite de son accident. La raison avancée pour expliquer sa disparition de la suite du scénario jusqu’à la fin, est son hospitalisation interminable. Du fait de ce changement, des incohérences ont résulté dans les épisodes ultérieurs.

#### Terrence G Grandchester(テリュース・G・グランチェスター,Teryūsu G Guranchesutā?)
Terrence Graham Grandchester est, après Anthony,  le grand amour de Candy . Ses proches le surnomment « Terry ». Son père est issu de l'aristocratie anglaise et sa mère est l'actrice de Broadway Eleonore Baker. Son père ne se soucie pas de lui et veille seulement à ce qu'il ne manque de rien. Quant à sa mère, elle souhaite ne pas ébruiter son existence. Il est inscrit au collège Saint-Paul de Londres où il retrouve Candy après l’avoir rencontrée sur le transatlantique, le Mauritania. Il est impertinent, cynique et n'assiste ni aux cours, ni à l’office. Il fume et boit, il a tout du mauvais garçon, mais s'avère être en réalité un être sensible qui souffre de ne pas être aimé par ses parents. Il est souvent accompagné de son harmonica que Candy lui a offert pour qu'il cesse de fumer. Il est blessé dans une bagarre, et monsieur Albert, alors dans les parages, vient à son secours. Il le ramène au collège Saint-Paul, et le dépose par erreur chez les filles. Celui-ci entre titubant dans la chambre de Candy ! Celle-ci, bien que vaguement attirée, est tout d'abord exaspérée par son attitude irrespectueuse et nonchalante, mais elle comprend progressivement que ce n'est qu'un masque cachant ses blessures. Les vacances d'été en Écosse permettent à Candy et Terry de se rapprocher et de se révéler leur amour. C'est pendant cette période qu'il confie à Candy sa passion pour le théâtre et en particulier pour les œuvres de Shakespeare. Mais à la suite des manigances d'Elisa, il quitte le collège pour éviter à Candy d'être renvoyée et d'être chassée de la famille André. Reniant sa famille afin de vivre pour lui-même, il part en Amérique pour tenter sa chance dans le théâtre. Il fait un détour par la Maison Pony pour se recueillir sur ce lieu où Candy a grandi et qui signifie tant pour elle. Il repart pour New York, manquant de peu Candy, et est engagé dans la troupe Stratford pour devenir comédien. Il gagne rapidement en célébrité mais alors qu'il prépare le rôle de Roméo, sa partenaire Susana Marlow, amoureuse de lui, le sauve d'une chute d'un projecteur qui l'aurait sinon tué. Malheureusement, Susana perd une jambe et Terrence se trouve pris dans un dilemme entre ses sentiments pour Candy et son devoir envers Susana. Candy, découvrant ce qui s'est passé, choisit de s'éclipser devant l'amour passionnel que voue Susana à Terrence, choix que ce dernier entérine la mort dans l'âme. La suite est une descente aux enfers pour Terrence, qui, ne supportant sa rupture d'avec Candy, néglige son jeu et quitte la troupe. Il devient alcoolique et joue dans des tripots, ne croyant plus à son talent. Dans le manga, Terrence reprend ses esprits en croyant avoir une vision de Candy dans la salle de spectacle (qui est réellement là mais qui finit par partir sans lui adresser la parole pour ne pas briser le serment qu'ils se sont fait. Candy croise en sortant la mère de Terry, qui veille sur lui discrètement. Cette dernière lui confie qu'elle sait où le coeur de son fils se trouve, c'est auprès de Candy. Dans l'animé, c'est Albert qui fait entendre raison à Terry alors qu'il se saoule dans un bar et devant le courage manifeste que démontre Candy pour dépasser son chagrin, il se reproche sa faiblesse et prend la décision de repartir à New-York pour s'occuper de Susana. Plus tard, on apprend qu'il est remonté sur les planches, comme auparavant.

#### Capucin(クリン,Kurin?)
Le raton laveur espiègle de la maison de Pony suit Candy dans beaucoup de ses aventures (animé seulement). Il a été confié à Candy lors du départ de la jeune Annie. Ce personnage n'existe pas dans le manga.

#### Le prince de la colline(丘の上の王子さま, Oka no Ue no Oujisama??)
Le prince de la colline est un jeune homme de 17 ans, habillé en costume traditionnel écossais et jouant de la cornemuse. Candy, 10 ans (dans l'anime et 6 ans dans le manga, d'où la confusion car le prince est bien plus âgé qu’Anthony en réalité, et de Candy en conséquence), le rencontre au moment où elle lisait une lettre de son amie Annie lui annonçant qu’elle doit cesser tout contact avec elle. Alors que Candy est bouleversée, le prince de la colline la réconforte en lui disant cette  phrase culte" Tu es beaucoup plus jolie quand tu souris que quand tu pleures " avant de disparaitre brusquement, laissant derrière lui un médaillon. Candy, fascinée, le gardera précieusement et le conservera comme amulette tout au long de l’histoire. Bien qu’elle croie avoir retrouvé le prince de la colline lors de sa rencontre avec Anthony (les deux personnages se ressemblant énormément), elle ne découvrira sa véritable identité qu’à la fin de l’histoire (manga et anime épisode 115 Retour aux Sources). 

#### Monsieur Albert/Albert(アルバートさん, Arubāto san??)
Candy rencontre monsieur Albert, alors qu'elle est en train de se noyer dans la rivière. C'est un vagabond blond et barbu d'une vingtaine d'années qui déteste les mondanités. Il vit en compagnie d'animaux, campant dans les bois ou squattant une propriété de la famille Ardlay (André). Se prenant d'affection pour elle car ses yeux verts lui rappellent ceux de sa sœur, Rosemary, la mère d'Anthony, il veille sur elle de loin. Candy le retrouvera ensuite à la mort d’Anthony, puis en Angleterre où il travaille en tant que soigneur des animaux. Pendant son séjour en Angleterre, il sauvera Terry au cours d’une bagarre dans un bar. C’est ainsi que Terry et lui deviendront amis. Tandis que Candy est au collège Saint Paul, monsieur Albert part en Afrique, puis sur le front en Italie où la guerre a éclaté. Blessé et devenu amnésique, il est envoyé à Chicago, dans l’hôpital où Candy étudie pour devenir infirmière. Elle fera tout pour s'occuper de lui, comme lui s’est occupé d’elle lors de sa noyade. Puis rétabli, il s'installe avec elle en attendant de recouvrer la mémoire. Une fois la mémoire retrouvée, il quittera Candy car leurs voisins pensent qu’il est un gangster.

#### Le grand oncle William(ウィリアム・アードレー Wiriamu Ādorē??)
Le grand oncle William est le patriarche de la famille Ardlay (André). C’est lui qui détient tous les pouvoirs de décision et qui décide d’adopter Candy à la demande d’Anthony, d’Archibald et d’Alistair quand celle-ci était envoyée au Mexique pour travailler dans une ferme. C’est également lui qui fera organiser la chasse au renard pour présenter Candy à la famille Ardlay (André) au complet durant laquelle Anthony trouvera la mort. Il organisera également le départ de Candy pour le collège Saint-Paul en Angleterre et les vacances en Écosse. Bien que le grand Oncle William soit le père adoptif de Candy, celle-ci ne l’a jamais vu et ne peut entrer en contact avec lui que par l’intermédiaire de son bras droit, Georges. C’est d’ailleurs Georges qui guidera Candy pour trouver le Grand Oncle William lorsque Candy se retrouve piégée dans des fiançailles forcées avec Neil Lagan. C'est lors de cette rencontre avec son père adoptif, le Grand Oncle William, que Candy découvre qu’il s’agit en fait de monsieur Albert. Il expliquera que la famille avait décidé de le cacher à la mort de son père car Albert était trop jeune pour tenir les rênes de la famille André au moment du drame. Seuls la grand tante Elroy, sa sœur Rosemary avec son mari Vincent Brown et Georges seront à ses côtés.

#### Poupée/Capucin (manga)(プッペ?)
La mouffette de monsieur Albert l'accompagne partout. C'est en sautant d’un train pour aller la sauver qu'Albert échappe de peu à l’explosion de celui-ci.

#### Georges(ジョルジュ,Joruju?)
Homme de confiance de l'oncle William, c'est lui qui sert d'intermédiaire entre l'oncle William et l'extérieur, empêchant, à la demande de ce dernier, toute communication directe avec lui.

#### Alistair Cornwell(アリステア・コーンウェル,Arisutea Kōnweru?)
Grand-frère d'Archibald, il est cousin par sa mère avec Anthony, Eliza et Neil. On le surnomme souvent « Ali ». C'est un brun à lunettes qui passe le plus clair de son temps à concevoir des inventions souvent loufoques et se soldant toujours par des échecs spectaculaires. Il a pour rêve de construire un avion de toutes pièces, chose qu'il finira par réaliser à sa manière. Il est d'un naturel joyeux, assez proche en ce sens de Candy, dont il prend la défense dans les situations difficiles. Il est d'ailleurs de ceux qui demandent à l'oncle William de l'adopter. Candy lui présente Patty (Patricia) alors qu'ils sont au collège Saint-Paul en Angleterre, de qui il se rapproche de plus en plus au cours de l'histoire. Mais la guerre éclate, et Alistair devient plus pensif et mystérieux, au point d'inquiéter ses proches. Sur un quai de gare, il offre à Candy la « boîte à bonheur » qu'il a construite pour elle, juste avant de s'engager comme volontaire dans l'armée de l’air et de combattre en France. Il est abattu dans un combat aérien et s'abîme en mer. Son corps n'est pas retrouvé, ce qui rend Patricia folle de douleur.

#### Archibald Cornwell(アーチーボルト・コーンウェル,Āchīboruto Kōnweru?)
Petit frère d'Alistair, dont il craint les inventions, il est souvent surnommé « Archie ». Il porte les cheveux mi-longs et affectionne les vêtements raffinés, ce qui lui vaut quelques quolibets. Il est généralement réfléchi, mais assez soupe-au-lait. Dès sa première rencontre avec Candy, il tombe amoureux d'elle, au grand dam d'Annie qui espère l'avoir pour elle. Comme Alistair, il demande à l'oncle William d'adopter Candy. Il part avec Alistair, Eliza et Neil pour le collège Saint-Paul. C'est ici, qu'il apprend que Candy tombe amoureuse de Terrence. Il essaie alors, sans grand succès, de l'oublier au profit d'Annie. À la fin de l'histoire, c'est le seul rescapé de l'inséparable trio qu'il formait jadis avec Anthony et Alistair.

#### Annie Brighton(アニー・ブライトン,Anī Buraiton?)
C'est une enfant trouvée en même temps que Candy. Elle grandit avec elle jusqu'à ses dix ans (dans l'animé), année de son adoption par la riche famille des Brighton. Au départ, elle souhaite couper les ponts avec Candy car elle ne veut pas que l'on sache qu'elle est une enfant trouvée, mais les événements finissent par l'en dissuader : elle rejoint le collège Saint-Paul en cours d'année et se retrouve dans la même classe que Candy. Elle est blonde dans le manga, mais possède des cheveux de couleur foncée dans l'animé.

#### Patricia O'Brien(パトリシア・オブライエン,Patorishia Oburaian?)
Surnommée « Patty », c'est une Anglaise dont la chambre au collège Saint-Paul est voisine de celle de Candy, avec qui elle se lie d'amitié, malgré les foudres d'Eliza. Elle est de nature assez discrète, mais pour tromper son ennui, elle a, en violation du règlement, fait entrer une tortue dans sa chambre. Avec l'arrivée d'Annie, Patricia forme un trio avec elle et Candy. Elle est amoureuse d'Alistair.

### Autres personnages

#### Personnages rencontrés moins souvent
Mademoiselle Pony (ポニー先生, Ponī sensei)
La directrice de la « Maison de Pony » est une vieille femme au grand cœur.
Sœur Maria (レイン先生, Rein sensei)
Avec Mademoiselle Pony, cette jeune religieuse prend soin des enfants de la Maison de Pony. Elle a parfois du mal à supporter le caractère imprévisible de Candy.
Jimmy (ジミィ, Jimi)
Garçon de la Maison de Pony arrivé à l'orphelinat alors que Candy était partie, il a pris la place de « chef » des enfants. Au retour de Candy il lui refuse le titre de chef qu'elle avait avant lui, et la défie à la course et à l'escalade. Elle gagne à la fois son estime et le titre de chef. Il s'associe avec elle pour convaincre monsieur Cartwright, le propriétaire, de ne pas fermer la Maison de Pony dont il possède les terrains. Par la suite, il est employé puis adopté par monsieur Cartwright. Dans l'animé, avec la guerre, il décide de devenir soldat, mais une maladresse fait paniquer le troupeau dont il a la charge, qui se jette de la falaise, et manque de peu de tuer son père adoptif, qui lui accorde son pardon et lui permet de se racheter en travaillant dur.
Tom (トム, Tomu)
Locataire de la Maison de Pony, et ami de Candy, il n'apparaît dans le manga qu'au début, quand il est adopté. Dans l'animé, il apparaît régulièrement. C'est lui qui a trouvé Candy dans la neige ; plus tard, il se bat souvent avec elle et la laisse prendre le dessus. Il est adopté par un monsieur Steve, un riche fermier. À cause d'Elisa, un cheval paniqué lui fait perdre sa cargaison de lait, ce dont il accuse Anthony ; il se bat avec lui à la loyale pour découvrir que c'est quelqu'un de valeureux. Plus tard, son père adoptif, se sentant malade, veut le marier avec une enfant. Ensuite, il hérite du ranch.
Sarah Legrand (ラガン夫人, Ragan fujin)
Elle est la mère de Daniel et Elisa. Elle tient à cœur l'image de la famille Legrand et tient à ce que l'étiquette soit respectée. Elle est toujours convaincue de l’honnêteté de ses enfants, qui complotent contre Candy et parviennent à la faire détester par leur mère.
Daniel (Neil) Legrand (ニール・ラガン, Nīru Ragan)
Il est l'aîné de la famille Legrand, grand frère d'Elisa et gâté par ses parents. Il est imbu de lui-même et très conscient de sa position sociale, dont il joue volontiers, mais se révèle souvent n’être qu’un poltron incapable d'affronter ses responsabilités. Dès l'arrivée de Candy dans la maison et sous l'influence de sa sœur, il joue de vilains tours à Candy, s’en faisant le plus souvent l'exécutant. Il part au collège Saint-Paul pour y parfaire son éducation. Il isole Candy à l’aide de ses camarades et ceux-ci ne sont dissuadés de la brutaliser que par l'intervention de Terrence. Plus tard, ses sentiments changent cependant lorsque Candy le sauve d'une correction que veulent lui infliger des voyous et le soigne lors d'un léger accident de voiture : il se met à l'harceler et veut la forcer à l'épouser, mais l'oncle William intervient pour empêcher le mariage. Au début de la série, ce personnage est appelé Daniel, puis Neil lorsqu'il va au collège Saint-Paul.
Elisa Legrand (イライザ・ラガン, Iraiza Ragan)
Sœur de Daniel. Gâtée comme lui, elle est un monstre d'égoïsme qui méprise les faibles et se complaît à les humilier. Elle a un faible pour son cousin Anthony, qui n'a que faire d'elle car il la connaît trop bien ; Aussi son rapprochement avec Candy la rend folle de rage. Elle part au collège Saint-Paul où elle s'entoure d'une cour de filles influençables qui espèrent s'attirer ses faveurs. Sensible à la galanterie de Terrence, malgré sa mauvaise réputation, elle finit par tomber amoureuse de lui et imagine que c'est réciproque, aussi voit-elle Candy comme une intruse. Voyant qu'elle ne pourra pas avoir Terrence, elle prépare un complot qui aboutit à son départ du collège. Elle le retrouve plus tard, quand il est devenu acteur, mais il ne pense qu'à Candy, malgré toute son insistance. À la fin, c'est elle qui convainc sa mère de l'intérêt de marier Candy à Daniel, car Candy, en tant que fille adoptive de l'oncle William, est l'héritière directe de la fortune des André.
Monsieur Legrand (ラガン公爵, Ragan kōshaku)
Père de Daniel et Elisa. C'est lui qui a décidé de faire venir Candy pour servir de demoiselle de compagnie à sa fille. Dans l'animé, il se montre le plus compréhensif de la famille et soutient Candy, connaissant la méchanceté de ses enfants. Dans le manga en revanche, ses rares apparitions suggèrent qu'il est aussi désagréable que le reste de la famille.
Elroy André (エルロイ・アードレー, Eruroi Ādorē)
Appelée la « grande-tante Elroy », c'est la matriarche de la famille André qui veille aux intérêts du clan. Très stricte, elle a à cœur les convenances de la haute société. Elle est glaciale envers Candy, à cause non seulement de sa nature fraîche et spontanée mais aussi de l’efficacité des complots des enfants Legrand. Sa présence à la tête de la famille n'est en fait qu'intérimaire et ne doit durer que le temps de la minorité de l'oncle William, avant qu’il ne prenne ses responsabilités d'héritier de la famille.
Monsieur Whitman (Durosier version française)
Le jardinier des Lagan (Legrand)
Sœur Gray (シスター・グレイ, Shisutā Gurei)
C'est la directrice du collège Saint-Paul, habituellement nommée « Mère supérieure » dans l'animé. C'est un monument de dignité pour qui le règlement est primordial et doit être respecté, étant dépositaire de plusieurs siècles d'histoire du collège. Ainsi, Terrence, par son comportement irrespectueux, s'attire ses foudres, et elle estime qu’il ne se montre pas digne de son nom. L'épisode du piège d'Elisa montre cependant ses limites quand elle veut renvoyer Candy, mais garder Terrence, dont le père finance en partie le collège.
Sœur Margaret (シスター・マーガレット, Sisutā Māgaretto)
Une des responsables du collège Saint-Paul. Elle n'a pas du tout le même caractère que Sœur Gray, car elle n'hésite pas à fermer les yeux sur les petites infractions au règlement, ce qui lui amène notamment la sympathie de Candy.
Éléonore Baker (エレノア・ベーカー, Erenoa Bēkā)
Elle fut l'amante du duc de Grandchester, avec qui elle a eu un fils, Terrence. Célèbre actrice de Broadway, elle souhaite garder l'existence de son fils secrète afin de préserver sa carrière. D'autre part, le duc refuse que Terrence la rencontre, sous prétexte que ce n'est qu'un amour de jeunesse, indigne des Grandchester. Cette pression venue des deux côtés provoque la colère de Terrence qui refuse de la revoir, mais Candy parvient à les réconcilier. Éléonore suit attentivement la percée de son fils au théâtre, puis sa déchéance avant qu'il ne se reprenne en main.
Richard Grandchester (リチャード・グランチェスター, Richādo Guranchesutā)
Encore jeune homme, le duc de Grandchester a eu une liaison avec Éléonore Baker, de qui il a eu un fils, Terrence ; Mais par respect de la tradition, il a finalement chassé la mère tout en gardant Terrence avec lui. Il s'est ensuite marié à une femme qui apparaît une fois dans l'animé, et qui n'a pas l' air très sympathique avec qui il a eu deux enfants. Il apporte régulièrement d'importantes contributions financières au collège Saint-Paul où il a inscrit son fils. Après le départ de ce dernier, il souhaite interrompre ses financements, mais Candy le convainc de continuer (animé seulement).

#### Personnages apparus plus loin dans l'histoire
Mademoiselle Marie-Jeanne (メリー・ジェーン校長, Merī Jēn kōchō)
Amie d'enfance de Mademoiselle Pony, c'est une vieille femme sèche et peu avenante au prime abord, mais qui a au fond bon cœur. La première fois que Candy la rencontre, celle-ci la prend pour une patiente de l'hôpital ayant des troubles comportementaux. Mais tous ses caprices ne sont qu'un test d'entrée pour l'école (animé seulement). Sous ses airs revêches, elle s'attache à Candy, qu'elle surnomme « tête de linotte ».
Flanny Hamilton (フラニー・ハミルトン, Furanī Hamiruton)
Excellente élève infirmière, elle est distante et désagréable. Elle a horreur du bavardage et des frivolités et se cantonne à son devoir, aussi supporte-t-elle mal les fantaisies de Candy, en particulier la nuit de permanence qu'elle a séché. En fait, derrière cette froideur se cache une souffrance due à une enfance difficile, ses parents étant alcooliques et violents. Elle se déclare volontaire pour partir en tant qu'infirmière de guerre sur le front et, en partant, reconnaît que malgré leur caractère incompatible, Candy sera une grande infirmière.
Suzanne Marlow (スザナ・マーロウ, Suzana Mārou)
Actrice émergente de la troupe Stratford et très belle jeune femme, elle tombe amoureuse de Terrence dès le premier jour, quand il postule à la troupe. Un beau jour, elle lui déclare son amour, mais lui ne pense qu'à Candy. Ainsi, lorsque Candy tente de le rencontrer, elle l'induit en erreur pour l'éloigner de lui. Elle sauve la vie de Terrence alors qu'un projecteur tombe du plafond, mais elle est grièvement blessée à la jambe. Pour la sauver, les chirurgiens ont dû lui amputer la jambe, mettant ainsi un point final à sa carrière. Sous l'influence de sa mère, elle cherche à forcer Terrence à rester auprès d'elle, par devoir envers celle qui l'a sauvé, puis, réalisant qu'elle est un obstacle entre Candy et lui, elle choisit de se suicider en se jetant du haut de l'immeuble. Candy l'en empêche de justesse et, réalisant l'intensité des sentiments de Suzanne, elle choisit de lui laisser Terrence.
Robert Hathaway (ロバート・ハサウェイ, Robāto Hasawei)
Meneur de la troupe Stratford, à laquelle appartiennent Terrence et Suzanne, c'est un ancien acteur à succès.
Monsieur Carson (カーソンさん, Kāson san)
C'est un homme d'âge moyen rencontré en Angleterre alors que Candy fait route vers les États-Unis. Il a perdu sa femme à la suite d'une erreur médicale, ce qui l'a rendu misanthrope. Candy déteste sa personnalité, mais elle réussit à l'adoucir en sauvant sa fille qui est tombée malade. Il la recommande alors à un de ses amis qui possède une compagnie maritime, afin de l'aider dans son voyage.
Capitaine Niven (ニーブン船長, Nībun senchō)
C'est le capitaine du navire qui emmène Candy aux États-Unis. Sa fille Sandra vit difficilement ses longs voyages en mer et fréquente des gens peu recommandables (animé seulement)
Cookie (クッキー, Kukkī)
Passager clandestin de 15 ans qui rêve de devenir marin. Après la traversée, il est pris comme mousse par le capitaine Niven. Son comportement irresponsable lui attire par la suite des ennuis auprès de l'équipage, aussi il décide de s'enfuir avant de se réconcilier (animé seulement)
William McGregor (ウィリアム・マクレガー, Wiriamu Makuregā)
C'est le premier patient à part entière de Candy à l'hôpital Joseph. C'est un vieillard aigri et méprisant qui met Candy en difficulté mais ils finissent par s'attacher l'un à l'autre, d'autant qu'elle a cru au départ qu'il était l'oncle William. Or celui-ci déteste la famille André, qu'il considère comme des parvenus. Un beau jour, sa santé se détériore brusquement et dans son délire il réclame « Mina », qui est en fait une chienne Saint-Bernard, le seul être qu'il aime. Candy introduit alors la chienne à l'hôpital, ce qui rend sa sérénité au vieil homme et éveille en lui une profonde amitié pour Candy. Hélas, il meurt peu après : on apprend en effet qu'il était déjà condamné en entrant à l'hôpital. Sa mort affectera beaucoup Candy qui s'était attaché à lui.
Docteur Bobson (ボブソン先生, Bobuson sensei)
Un des médecins de l'hôpital de Chicago. Il est entêté et a un important sens des responsabilités, mais au fond, il est assez fantaisiste et s'attache à Candy.
Charlie (チャーリー, Chārī)
(Animé seulement) C’est un vieil ami de Terrence, et par ailleurs un voyou. Afin d'éviter l'internement dans une maison de redressement, il saute d'un train est se blesse. Il est amené à l'hôpital où est Candy, où il se fait passer pour Terrence (il a le visage bandé). Il révèle à Candy qu'il veut compenser sa mauvaise vie en s'engageant dans l'armée, ce que Candy considère comme une mauvaise solution. Dénoncé par Elisa pour compromettre Candy, il est sauvé par le docteur Bobson. Il est ensuite transféré dans une autre clinique.
Michael (マイケル, Maikeru)
(Animé seulement) C'est un chirurgien français travaillant pour l'armée. Elisa l'a invité à une fête où Daniel joue un tour à Annie et Candy. Il part donc à son secours alors qu'elle est en difficulté. Sa présence et son témoignage renforcent la volonté d'Alistair de s'engager dans l'armée.
Docteur Léonard (レナード副院長, Renādo fukuinchō)
Directeur de l'hôpital Sainte-Joanna de Chicago, il n'est pas particulièrement amical, dans le manga tout au moins ; il renvoie Candy à la suite de la dénonciation de Daniel comme quoi elle vit avec un inconnu. Dans l'animé, il est parfois plus amical ; il la renvoie sous la pression de la famille Legrand pour chasser Candy de Chicago.
Docteur Martin (マーチン先生, Māchin sensei)
Médecin alcoolique dont le cabinet, « HAPPY CLINIC », est hébergée dans une cabane. Il prend soin d'Albert alors amnésique et embauche Candy après son renvoi de l'hôpital de Chicago.
Hardy Schnitzel (ハーディ・シュニッツェル, Hādi Shunittseru)
Pilote d'élite de l'armée allemande. En combat singulier contre Alistair, sa mitraillette s'enraye, le laissant à la merci de son ennemi, mais celui-ci décide de le laisser partir en remettant le combat à plus tard, à armes égales. Cependant, un autre avion de l'escadrille de Hardy abat Alistair par derrière sous ses yeux, pour son plus grand choc. Cette scène n'existe pas dans l'animé ; à la place, Alistair est troublé et croit voir son ami Domi, mort depuis peu, à la place de Hardy, ce qui en fait une cible facile.
Dominique Lefranc (ドミール・ロアン, Domiru Roan)
Volontaire dans l'armée, c'est un ami d'Alistair, qui est surnommé « Domi ». Il a perdu sa famille dans la bataille de la Marne, aussi s'est-il engagé pour défendre ceux qui lui sont chers. Il pilote le dernier avion rescapé de son escadrille qui n'a pas été abattu, mais meurt dans les bras d'Alistair, l’incitant à ne pas être téméraire.

## Manga
En France, ce n'est qu'en mars 1993 que le manga a été publié, par les Presses de la Cité, sous sa forme originale, si ce n'est que les pages ont été retournées horizontalement pour passer au sens de lecture occidental, le sens japonais étant alors trop peu familier auprès du public français. Ce retournement a été fait sans correction des effets indésirables, comme l'horloge qui indique 2 heures au lieu de 10 heures, par exemple.
À la suite du conflit entre les auteurs, le manga est devenu très difficile à trouver.

### Liste des volumes
1. Le Prince des collines
2. Candy adoptée
3. La Rencontre avec Terry
4. La Vie au collège
5. Candy infirmière
6. Les Années noires
7. Le Retour de Monsieur Albert
8. La Tristesse de Candy
9. Le Retour de Candy

## Anime

### Série télévisée d'animation

#### Diffusions
La France diffuse la série pour la première fois en septembre 1978 dans l'émission Récré A2 sur Antenne 2. Au départ, le dessin animé était fractionné en mini-épisodes quotidiens de cinq minutes. C'est un très grand succès. La série sera régulièrement rediffusée jusqu’en 1996 :
- 1981 sur RTL Télévision ;
- 1983 dans Récré A2 sur Antenne 2;
- 1985 dans Récré A2 dimanche sur Antenne 2 ;
- 1986 sur TMC ;
- 1987 dans le Club Dorothée sur TF1 ;
- 1991 dans Youpi ! sur La Cinq ;
- 1991 dans le Club Dorothée sur TF1 ;
- 1993 dans Club Mini sur TF1 ;
- 1996 dans Récré Kids sur TMC.

Au Québec, seuls les 26 premiers épisodes ont été doublés ici. La série a été rediffusée les samedis matins à Radio-Canada jusqu'en décembre 1984, et n'a plus été rediffusée depuis.
Depuis 1998, la série est interdite de diffusion dans tous les pays du monde à la suite d'un procès (débuté en 1998) entre la dessinatrice de l'œuvre, Yumiko Igarashi, et la scénariste de l'histoire, Kyoko Mizuki,[source insuffisante].
La version italienne voit son épisode 115 agrémenté d'une « fin alternative » faite de segments d'épisodes où l'on voit Candy retrouver Terrence.
Le 24 novembre 2005, deux coffrets DVD contenant chacun 23 épisodes sont sortis. Ces coffrets ont été retirés de la vente peu après car la maison d'édition PonyGirl n'avait pas négocié les droits avec la Toei qui a porté l'affaire devant la justice pour contrefaçon[réf. nécessaire].

#### Distribution
| Personnage                     | Voix japonaise    | Voix française                                           | Voix française        |
| Personnage                     | Voix japonaise    | France                                                   | Québec                |
| ------------------------------ | ----------------- | -------------------------------------------------------- | --------------------- |
| Candy Neige André              | Minori Matsushima | Sylviane Margollé puis Amélie Morin                      | Amélie Morin          |
| Anthony Brown                  | Kazuhiko Inoue    | Vincent Ropion                                           | Marc Bellier          |
| Le prince des collines         |                   | Vincent Ropion, Thierry Bourdon (épisode 115 uniquement) | Marc Bellier          |
| Terrence Grandchester          | Kei Tomiyama      | Thierry Bourdon                                          |                       |
| William Albert André           | Makio Inoue       | Jacques Chevalier, Jose Luccioni                         | Régis Dubost          |
| Alistair Cornwell              | Kaneta Kimotsuki  | Pierre Guillermo, Jose Luccioni                          |                       |
| Archibald Cornwell             | Yūji Mitsuya      | Bernard Jourdain                                         | Gaétan Gladu          |
| Annie Brighton                 | Mami Koyama       | Séverine Morisot                                         | Nicole Fontaine       |
| Patricia O'Brien               | Chiyoko Kawashima | Marie Martine                                            |                       |
| Monsieur Legrand               |                   | Jean-Louis Maury                                         |                       |
| Sarah Legrand André            |                   | Paule Emmanuele, Claude Chantal                          | Élizabeth Chouvalidzé |
| Elisa Legrand                  | Yumi Nakatani     | Sylviane Bressy                                          | Bernadette Morin      |
| Daniel Legrand                 | Kiyoshi Komiyama  | Christophe Bruno & Fabrice Bruno                         | Philippe Arnaud       |
| Grand Tante Elroy              |                   | Lita Recio                                               |                       |
| Mademoiselle Pony              |                   | Marie Francey                                            | Yolande Roy           |
| Sœur Maria                     | Nana Yamaguchi    | Isabelle Ganz, Francine Lainé                            | Nicole Fontaine       |
| Tom                            |                   | Lucie Dolène                                             | Élizabeth Chouvalidzé |
| John                           |                   | Christiane Lorenzo                                       |                       |
| Jimmy                          |                   | Marcelle Lajeunesse, Arlette Thomas                      |                       |
| Louise                         |                   | Claude Chantal                                           |                       |
| Monsieur Mathieu               |                   | Jacques Ferrière                                         |                       |
| Monsieur Cartwright            |                   | Henri Labussière, Jean-Henri Chambois                    |                       |
| Monsieur Brighton              |                   | Michel Gatineau                                          |                       |
| Madame Brighton                |                   | Jeanine Freson                                           |                       |
| Monsieur Durosier              |                   | Jean-Henri Chambois                                      |                       |
| Dorothée                       |                   | Jeanine Forney                                           | Louise Turcot         |
| Garcia                         | Eken Mine         | Henry Djanik                                             | Ronald France         |
| Sœur Grey                      |                   | Paule Emmanuele                                          |                       |
| Sœur Margaret                  |                   | Francine Lainé                                           |                       |
| Une religieuse de Saint-Paul   |                   | Jane Val                                                 |                       |
| Duc de Grandchester            |                   | Jean-Henri Chambois                                      |                       |
| Éléonore Baker                 |                   | Jeanine Freson, Claude Chantal                           |                       |
| Robert Hathaway                |                   | Daniel Gall                                              |                       |
| Suzanne Marlow                 | Koko Kagawa       | Claude Chantal, Marie Martine                            |                       |
| Capitaine Nivon                |                   | Albert Augier                                            |                       |
| Cookie                         |                   | Marcelle Lajeunesse                                      |                       |
| Mademoiselle Marie-Jeanne      | Miyoko Aso        | Jane Val, Marcelle Lajeunesse                            |                       |
| Flanny Hamilton                |                   | Claude Chantal, Séverine Morisot                         |                       |
| Surveillante de Sainte-Johanna |                   | Lita Recio                                               |                       |
| Docteur Léonard                |                   | Jean-Henri Chambois                                      |                       |
| Docteur Martin                 |                   | Jean-Henri Chambois                                      |                       |
| Marc                           |                   | Marcelle Lajeunesse                                      |                       |
| Annie Girard                   | Taeko Nakanishi   |                                                          |                       |
| Narration                      | Taeko Nakanishi   | Claude Chantal                                           | Louise Turcot         |

 Source et légende : version québécoise (VQ) sur Doublage.qc.ca

#### Différences avec le manga
Il y a un certain nombre de différences entre le manga d'origine et la série animée. L'équipe d'animation a supprimé la plupart des ellipses temporelles qui suggéraient une action pour la décrire en détail. Le scénario a été modifié par endroits afin d'insérer des scènes supplémentaires, voire des épisodes entiers, ce qui a permis d'allonger significativement la série. Le développement en animation, couplé à l'ajout de scènes, a amené le développement de personnages qui étaient à peine suggérés dans le manga (Tom, monsieur Legrand et Garcia, par exemple), ou qui n'existaient simplement pas (Capucin, Dorothée, la grand-mère de Patty).

#### Particularités de la version française
- Comme souvent dans les productions japonaises (Nicky Larson, Cat's Eye, Ranma ½, etc.), les noms des personnages ont été partiellement francisés. Ainsi, « Ardley » devient « André », ou « Leagan » devient « Legrand ». Cela est cause d’incohérences, car le nom peut être traduit au début et ne plus l’être par la suite (« Legrand » redevient « Leagan », « Daniel » redevient « Neil », etc.), ce qui prête à confusion.
- L’épisode 25 relate la mort d’Anthony et, bien que l’on ait assisté à son enterrement et vu une Candy éplorée porter le deuil, on peut être surpris d’apprendre qu’il n’est pas mort mais à l’hôpital (!), alors que l’image indique le contraire (visage d’Anthony au-dessus d’un cimetière). Cette version abracadabrante, proposée uniquement par la traduction française, n’est due qu’aux plaintes des parents adressées à Antenne 2 (polémique de la violence dans les dessins animés nippons et influence des livres engagés de Liliane Lurçat aidant). Lors de l’émission Récré A2, Dorothée a même été obligée de faire une annonce officielle à l’antenne pour rassurer les spectateurs sur la santé d’Anthony. Bien sûr, on ne le revoit plus par la suite, aussi les spectateurs ne savent pas ce qu’il advient de lui.
- Suzanne n’est plus amputée à la suite de son accident, mais a subi un « implant ».
- Malgré un changement de voix notable pour Anthony entre le début de la série et les épisodes ultérieurs, c’est bien le même acteur, Vincent Ropion, qui le double. Il a simplement mué entretemps.

#### Musique
- La bande originale de la série, qui comprend plus d'une quarantaine de titres, a été composée par Takeo Watanabe (渡辺岳夫) (16 avril 1933 - 2 juin 1989). C'était un musicien et un compositeur japonais. Il a composé de nombreuses musiques de dessins animés dont Georgie, Heidi, Rémi... "Candy Candy" était une de ses compositions favorites. Cette bande originale a été remastérisée et publiée en France par la société Loga-Rythme en 2003.
- Les premiers génériques : Au pays de Candy (début) et Candy s'endort (fin), adaptation des génériques japonais originaux, sont interprétés par Dominique Poulain, choriste de Claude François.
- Un second générique de début, La Chanson de Candy, interprété par Dorothée fut utilisé à partir de 1987 lors des rediffusions du Club Dorothée sur TF1.
- La musique des génériques de début et de fin, ainsi que les nombreuses musiques de fond de la série animée sont l'œuvre de Takeo Watanabe, dont le style était connu pour convenir parfaitement au grandes histoires tristes ou sentimentales. On y retrouve sa palette instrumentale caractéristique : l'harmonica, l'accordéon ou encore la mandoline et le clavecin, tout aussi inattendue pour évoquer l'Amérique de Candy Candy qu'elle peut l'être pour évoquer la France de Rémi sans famille ou la Suisse de Heidi.
- Pour les épisodes 78 à 115, le générique de fin varie : Qu'elle est loin ton Amérique interprété par Dorothée est l'adaptation en chanson d'une des musiques de fond récurrentes de la série, La Maison de Mademoiselle Pony.

### Films
- 1981 - Candy Candy de In-hyeon Choi (film live coréen inédit en France)
- 1992 - Candy Candy (OAV inédit en France) : l'histoire reprend succinctement les premiers tomes du manga jusqu'à l'adoption de Candy avec un design de personnages beaucoup plus moderne et une Annie Brighton blonde comme les blés.

### Roman
Parus au japon en 2010 sous le titre de Candy Candy, Final Story, cette adaptation en roman du manga est écrite par l'auteure, Keiko Nagita alias Kyoko Mizuki. Cette adaptation est vendue comme étant fidèle à ce que la scénariste voulait à l'origine, mais se distingue du manga par des modifications et apports notables souhaités par cette dernière. 
Le premier tome décrit les aventures de Candy jusqu'au moment où Candy quitte Saint-Paul. Le deuxième tome est un condensé de lettres échangées entre Candy et les personnes qui ont traversé sa vie, lettres qui apportent, notamment dans l'épilogue un certain nombre de révélations sur le devenir de notre héroïne dont voici les principales :
Albert le chef du clan Ardlay  (André) vend Lakewood . La raison en est inconnue. Daniel vit avec sa famille en Floride où il a fait fortune dans l'immobilier. Annie et Archibald se sont mariés grâce à l’intervention de Candy et Albert . Albert continue à voyager et à échanger des lettres avec Candy. Il lui demande de ne plus l'appeler "prince" car ça l'agace et trouve amusant d'être un père adoptif aussi jeune.  
Susana (Suzanna) , la rivale de Candy, est morte après des années d'une longue maladie . Elle n'a jamais été mariée à Terry bien qu'ils aient été fiancés et qu'il se soit occupé d'elle jusqu'au bout. Ce dernier, après un an et demi de deuil, écrit à Candy pour lui dire qu'il n'a pas changé et qu'il espère que sa lettre lui parviendra. 
A la fin, Candy est trentenaire et vit avec son époux, au Royaume-Uni , à Stratford-upon-Avon, la ville de Shakespeare, dans une maison entourée de jonquilles en fleurs (la fleur qui symbolise Terry). 

En France, le roman est paru en deux tomes chez Pika Edition
- Candice White, l’orpheline - sorti le 13 mars 2019. https://www.pika.fr/livre/candy-candice-white-lorpheline-9782376320241
- Candy, Le Prince sur la colline - sorti le 12 juin 2019. https://www.pika.fr/livre/candy-le-prince-sur-la-colline-9782376320258

## Dans la culture populaire
- En 2007, le réalisateur Pascal-Alex Vincent réalise le court-métrage d'animation Candy Boy, l'histoire d'un garçon vivant à l'orphelinat, directement inspiré de Candy[9].
- L'historien Ivan Jablonka, analysant son enfance dans les années 1980, montre que Candy n'est pas seulement la fille romantique un peu kitsch que suggère le générique (robes à volants, barque sur le lac, rêveries...), mais qu'elle se montre aussi, au fil des épisodes, « impulsive, turbulente, brouillonne, bagarreuse » et que « son charme consiste à associer le glamour de la "fille coquette" aux mauvaises manières du "garçon manqué" »[10]. En ce sens, les rapports de genre dans Candy sont plus complexes qu'il n'y paraît.

## Produits dérivés (France)

### Magazines
Magazine Télé-Guide
À partir de juin 1977, avec le succès de la série animée en France, Télé Guide a publié partiellement l'histoire (jusqu’au collège d’été) sous la forme d'une bande dessinée proposée dans un magazine spécial comportant également des jeux et des autocollants.

### Livres
Collection G. P. Rouge et Or
L'éditeur G. P. Rouge et Or, a également exploité la franchise Candy Candy en s'inspirant librement de l'histoire originale. Ainsi, deux séries d'albums illustrés ont été publiées entre 1980 et 1985.
Hachette, Collection Bibliothèque rose
Bob Robert (pseudonyme de Georges Chaulet) a écrit des histoires pour la collection Bibliothèque rose. Celles-ci reprennent l’univers de Candy Candy, mais avec quelques libertés par rapport au scénario d'origine.
Hachette, collection Vermeille
- Candy - d’après le dessin animé de Antenne 2; de Bob Robert; livre illustré ; 1983.

### Album
- La série télévisée est parue aux albums Panini en 1978[11].

### Livre-Disque45 tours/33 tours
- Candy Candy - D'après les émissions télévisées d'A2; Raconté par Perrette Pradier; ref. 'Le Petit Ménestrel' disques Adès ALB-139; 1978.
- Candy infirmière - D'après les émissions télévisées d'A2; 'Le Petit Ménestrel'; 1978.
- Candy sauve la pension de Mlle Pony - D'après les émissions télévisées d'A2; raconté par Perrette Pradier; 'Le Petit Ménestrel'; 1978.
- Candy - En route pour le Mexique raconté par Perrette Pradier. Illustrations de Nadine Forster; réf. Adès 'Le petit Ménestrel'; ALB-186.; 1979.
- Candy raconte à Dorothée (1981). Dans ce livre-disque 30 cm (également édité en cassette), Dorothée et Candy lisent leurs lettres respectives

### Disque45 tours
- Les chansons de Candy Candy - chantées par Dominique Poulain; Label Adès; 1979.
- Dorothée : les nouvelles chansons de Candy ; Label : Adès; Éditeur : Le Petit Ménestrel; 1981.